# IC 2651
IC 2651 је спирална галаксија у сазвјежђу Лав која се налази на листи објеката дубоког неба у Индекс каталогу.
Деклинација објекта је + 12° 14' 23" а ректасцензија 11h 14m 52,2s. Привидна величина (магнитуда) објекта IC 2651 износи 15,2 а фотографска магнитуда 16,0.